# El petit Nicolas
El petit Nicolas és una sèrie de llibres de literatura infantil i juvenil francesa que porta per títol original Le Petit Nicolas. Aquests llibres van ser creats per René Goscinny, pare d'altres personatges famosos com Astèrix el Gal o Lucky Luke, i il·lustrats per Jean-Jacques Sempé, col·laborador de diferents mitjans de renom com Paris-Match, L'Express o The New York Times, entre els anys 1956 i 1964.
René Goscinny va començar a publicar tires còmiques del Petit Nicolas il·lustrades per Sempé al diari belga Le Moustique durant els anys 1956-1958 amb el pseudònim d'Agostini. Al mes de març de l'any 1959 apareixen en el seu format definitiu com relats curts il·lustrats al suplement dominical del diari Sud Ouest, que es publica a Bordeus, i l'èxit és immediat; així doncs, es comencen a publicar a Pilote i hi apareixen des de l'any 1960 fins al 1964. Posteriorment hi ha edicions amb històries inèdites els anys 2004, 2006 i 2009.

## Sinopsi
Les històries expliquen la vida d'en Nicolas, un nen d'uns 9 anys que viu en una ciutat francesa dels anys 1950 i en elles es barregen humor i tendresa. Les il·lustracions que les acompanyen són dibuixos que acompanyen un passatge de la narració i que poden arribar a ocupar fins a dues pàgines senceres. En Nicolas és el narrador d'aquests petits contes i en ells explica anècdotes de la seva vida quotidiana com ara les classes, el pati, els jocs, les baralles amb els amics, les diferents sortides que fa. Tanmateix no deixa de banda el món dels adults, l'exposa amb el seu punt de vista de nen mostrant així situacions pròpies de les relacions entre veïns, de la feina del seu pare o de les discussions familiars, entre d'altres.

## Personatges
- En Nicolas és el protagonista, un nen d'uns 9 anys, simpàtic i ple d'energia; de vegades s'empipa bastant i plora i crida. Es reconeix de seguida als dibuixos perquè és l'únic que té els cabells negres.
- El pare d'en Nicolàs treballa en una oficina i quan arriba a casa li agrada llegir el diari. És una mica més indulgent amb el seu fill del que és la seva esposa.
- La mare d'en Nicolàs treballa a casa i, encara que és afectuosa amb el seu fill, moltes vegades crida i s'enfada moltíssim.
- La senyoreta és la mestra de l'escola d'en Nicolas. Té una classe "mogueta" i quan s'enfada amb els seus alumnes els tracta de vostè. Tot i això, els nens la troben maca i simpàtica.
- L'Ullsdetita, el vigilant de l'escola, es cuida que tot funcioni més o menys bé. En Nicolas i els seus amics creuen que és molt dur i ell intenta ser-ho, però no sempre és fàcil en una escola de primària com aquesta.
- Els amics d'en Nicolas van amb ell a l'escola. En té un bon grapat, entre els quals destaquen:
  - L'Alceste és el millor amic d'en Nicolas i menja molt sovint, així que sempre té les mans greixoses de mantega. Aquestes mans engaxifoses li porten petits problemes.
  - En Clotaire és l'últim de la classe perquè s'adorm fàcilment i s'asseu a la darrera fila. Sovint està castigat.
  - En Rufus és el fill d'un policia i es pren molt seriosament la feina del seu pare. No és gaire bon estudiant, més aviat li agrada fer bromes...
  - L'Eudes és el més fort i el seu mètode de resolució de conflictes és un bon cop de puny al nas o una bufa, malgrat això, sembla que és força tímid.
  - En Geoffroy té moltes joguines perquè el seu pare té molts diners i sovint porta disfresses. Hi ha cops en que el xòfer de la família el porta a l'escola.
  - En Maixent és el que té les cames més llargues i aconsegueix córrer molt més que els altres. Té un nebot, i això el fa ser important pels altres.
  - En Joachim és un altre amic d'en Nicolas i té un germanet "terrible".
  - L'Agnan no és gaire amic d'en Nicolas, però surt molt a les històries perquè és "l'endollat" de la classe. Porta ulleres, per això ningú li pot donar una bufa, encara que en tinguin ganes perquè és molt repel·lent i no vol que ningú sàpigui més que ell.
- La Marie-Edwige és l'única nena amb un cert paper dins la sèrie. És la filla dels veïns, i en Nicolas n'està mig enamoriscat, perquè és una bona peça igual que tota la colla d'amics.

## Edicions en català
En català se n'han editat, per ordre cronològic, els títols següents:
- Les aventures del petit Nicolas. La Galera, 1986.
- El petit Nicolas. La Galera, 1987.
- Els «patis» del petit Nicolas. La Galera, 1987.
- El petit Nicolas i els companys. La Galera, 1988.
- El petit Nicolas i els problemes d'en Joachim. La Galera, 1988.
- Les vacances del petit Nicolas. La Galera, 1988.
- Històries inèdites del Petit Nicolas. La Galera, 2005.
- Més històries inèdites del petit Nicolas. La Galera, 2007.

## Cinema
L'any 2009 es va estrenar a França l'adaptació cinematogràfica de l'obra amb guió d'Alain Chabat i dirigida pel cineasta Laurent Tirard. Hi actuen Valerie Lemercier (Les Visiteurs), Kad Merad (Benvinguts al nord) o Daniel Prévost (La casa dels teus somnis), entre d'altres.
El 2022 aparegué l'adaptació d'animació El petit Nicolàs.